# Marrubium leonuroides
Marrubium leonuroides  ist eine Pflanzenart aus der Gattung Andorn (Marrubium) Familie der Lippenblütler (Lamiaceae).

## Beschreibung
Marrubium leonuroides ist eine ausdauernde, krautige Pflanze mit Wuchshöhen von bis zu 65 cm. Die Stängel sind grün und kurz filzig behaart. Die Laubblätter sind nierenförmig, am Grund herzförmig. Der Blattrand ist tief und stumpf zerschlitzt-gezähnt. Die Blattoberfläche ist mit anliegenden Sternhaaren besetzt; die Unterseite ist dichter behaart als die Oberseite und hat einfache Haare auf den Nerven. Der Blattstiel ist länger als die Blattspreite.
Der lange Blütenstand besteht aus vielblütigen Scheinquirlen. Die Vorblätter sind unauffällig, pfriemlich und filzig behaart, an der Spitze jedoch nahezu unbehaart. Die Kelchröhre ist weiß wollig behaart. Die fünf Kelchzähne sind pfriemlich, etwas kürzer als Krone und Kelchröhre und am Grund weniger als 1 mm breit. An der Frucht werden sie nicht starr. Die Krone ist rosa bis lila gefärbt.
Die Blütezeit dauert von Mai bis Juli.
Die Chromosomenzahl beträgt 2n = 34.

## Vorkommen
Die Art wächst in der unteren bis hohen montanen Stufe in der östlichen Krim und im nördlichen Kaukasus an Ruderalstellen und auf trockenen, steinigen Böden. Aus Sachsen-Anhalt ist ein Adventivvorkommen bekannt geworden.

## Taxonomie
Marrubium leonuroides wurde 1792 von Louis Auguste Joseph Desrousseaux in Jean-Baptiste de Lamarck: Encyclopédie Méthodique. Botanique ... Band 3 Teil 2 Seite 715 erstbeschrieben.